# 500 (gra karciana)
500, Pięćset – gra karciana dla 4, 3 lub 2 graczy polegająca na braniu lew, podobna do brydża. W podstawowej, czteroosobowej wersji gra się talią 43 kart w stałych parach, w których partnerzy siedzą naprzeciwko siebie. W grze występuje licytacja bardzo przypominająca brydżową. W przeciwieństwie do brydża dziadek się nie wykłada. Celem jest uzbieranie 500 pkt. Gra popularna w Stanach Zjednoczonych, Kanadzie, Australii i Nowej Zelandii. W Australii uważana za narodową grę. Gra występuje w wielu nieznacznie różniących się wersjach. Zasadniczo można wyróżnić dwie: australijską i amerykańską.
Gra jest rozwiniętą formą jukera, powstała w Stanach Zjednoczonych i była tam bardzo popularna do lat dwudziestych XX wieku, gdy straciła na popularności w ślad za pojawieniem się najpierw okszena, a następnie brydża.

## Zasady

### Wstęp
W wersji dla 4 osób gracze grają w stałych parach, w których partnerzy siedzą naprzeciwko siebie. W wersji australijskiej gra jest rozgrywana talią złożoną z kart od asa do 4 w kolorach „czerwonych” (♥️️ i ♦️) oraz od asa do 5 w kolorach „czarnych” (♠️️ i ♣️️) plus dżoker. Razem daje to 43 karty. Gra składa się z:
- rozdania kart,
- licytacji,
- zabrania musika i wymiany kart,
- rozgrywki,
- podliczenia lew i dokonania zapisu.

Na początku rozdający rozdaje 10 kart każdemu graczowi i 3 karty do musika. Osoba siedząca na lewo od rozdającego rozpoczyna licytację.
Celem licytacji jest ustalenie koloru atutowego (lub jego braku) i końcowego kontraktu. Celem rozgrywki dla pary rozgrywającej jest zrealizowanie kontraktu, a dla ich przeciwników – uniemożliwienie im tego.

### Hierarchia kart
Dżoker jest najstarszą kartą w grze. Cechą charakterystyczną 500 jest to, że kolor atutowy lub jego brak wpływa na hierarchię kart. Hierarchia kart przy grze bez atu lub misère jest następująca:
(dżoker), A, K, Q, J, 10,..., 5, (4).
W grze z kolorem atutowym hierarchia kart w kolorze atutowym jest następująca (od najstarszej):
dżoker, walet atu, walet o tej samej barwie, A, K, Q, 10, 9,..., 5, (4),
natomiast hierarchia kart w pozostałych kolorach jest następująca (od najstarszej):
A, K, Q (J), 10, 9,..., 5, (4).
Przykładowo, jeśli ♣️️ (trefle) są atu, to hierarchia kart w treflach jest następująca:
dżoker, ♣️️J, ♠️️J, A, K, Q, 10, 9,..., 5.

### Licytacja
Rozpoczyna ją osoba siedząca na lewo od rozdającego. Licytacja jest bardzo podobna do tej znanej z brydża i polega na zgłaszaniu odzywek. Odzywka składa z liczby i miana. Miano stanowi jeden z 4 kolorów: ♠️️(pik), ♣️️(trefl), ♦️(karo), ♥️️(kier) lub BA (tzw. bez atu). Liczby są z zakresu od 6 (zobowiązanie do wzięcia 6 lew) do 10 (zobowiązanie do wzięcia wszystkich 10 lew). Starszeństwo mian w trakcie licytacji jest następujące (od najmłodszego): ♠️️, ♣️️, ♦️, ♥️️, BA.
Najniższa odzywka w grze to 6♠️️, a najstarsza (zwykle) 10BA. Odzywki można tylko podwyższać. Można zgłosić odzywkę w starszym mianie na tym samym poziomie, albo odzywkę w młodszym na wyższym poziomie. Przykładowo po 7♦️ można na poziomie 7 zgłosić jeszcze 7♥️️ i 7BA. ♠️️ i ♣️️ można zgłosić już tylko na poziomie co najmniej 8.
Oprócz dwudziestu odzywek kolorowych, 5 odzywek bezatutowych w 500 istnieją też dwie odzywki specjalne: misère i odkryte misère. Misère oznacza zobowiązanie do nie wzięcia żadnej lewy. Przy odkrytym misère deklarujący dodatkowo odsłania swoje karty po pierwszej lewie. Misère w licytacji jest zwykle uszeregowane powyżej kontraktów na poziomie 7 i poniżej kontraktów na poziomie 8. Odkryte misère bywa uszeregowane różnie, np. powyżej 10♦️ i poniżej 10♥️️.
Licytacja kończy się zwykle, gdy spasują wszyscy gracze poza jednym (jednakże każdy musi mieć okazję zalicytować). Licytację wygrywa osoba, która zgłosiła najwyższą odzywkę. W przeciwieństwie do brydża w 500 nie wolno licytować jeżeli się wcześniej pasowało.
Przykładowa licytacja może wyglądać tak: 
| S   | W   | N   | E              |
| 6♥️️ | pas | 7♦️ | misère         |
| 8♦️ | –   | pas | odkryte misère |
| pas | –   | –   | –              |

### Zabranie musika
Zwycięzca licytacji bierze karty z musika (bez pokazywania ich innym graczom), po czym odkłada do niego tę samą liczbę kart, tak aby pozostało mu 10 kart.

### Rozgrywka
Rozgrywka jest typowa dla gier typu wistowego. Rozpoczyna osoba, która wygrała licytację i kładzie dowolną kartę. Istnieje obowiązek dokładania do koloru. Jeżeli nie można dołożyć do koloru, można położyć dowolną kartę. Należy przy tym pamiętać, że w kontrakcie kolorowym dżoker i walet tej samej barwy co kolor atutowy liczą się jako karty w kolorze atutowym.
Lewę wygrywa ten gracz, który położył najstarszą kartę w kolorze wyjścia, o ile nie było w niej atutów. Jeżeli były w niej atuty, to lewę wygrywa ten gracz, który położył najstarszy atut. Gracz, który wziął lewę, wychodzi do następnej lewy i tak aż do zagrania wszystkich 10 kart.
W przeciwieństwie do brydża dziadek, tzn. partner gracza, który wygrał licytację, nie odsłania swoich kart i gra nimi samodzielnie.

### Misère i odkryte misère
Misère oznacza zobowiązanie do nie wzięcia ani jednej lewy. Misère jest odzywką wyższą od 7BA, ale niższą od 8♠️️. Można je zalicytować dopiero, gdy w licytacji padnie odzywka na poziomie 7. Podczas rozgrywania misère partner rozgrywającego rzuca swoje karty i rozgrywka toczy się tylko w 3 osoby.
W odkrytym misère rozgrywający dodatkowo odsłania karty po pierwszej lewie. Odkryte misère może być różnie uszeregowane w licytacji, np. po 10♦️ i poniżej 10♥️️. Może zostać zalicytowane w dowolnym momencie, nawet jako pierwsza odzywka. 
Obrońcy za lewy wzięte w misère nie dostają punktów.

### Dżoker
Dżoker jest najstarszą kartą w 500. W kontrakcie kolorowym dżoker należy do koloru, który jest atu. W kontrakcie BA, misère i odkrytym misère można dołożyć dżokera tylko jeżeli nie można dołożyć do koloru. Posiadacz dżokera może nim zawistować i nominować go do któregoś koloru. Pozostali gracze muszą dokładać do nominowanego koloru. Można zawistować dżokerem w dowolnym momencie i nominować go do dowolnego koloru, nawet jeżeli ma się jeszcze karty w nominowanym kolorze.

### Punktacja
W najpopularniejszej wersji gry wartość zapisu za ugrany kontrakt i kolejność odzywek przedstawia poniższa tabela.
|                | ♠️️  | ♣️️  | ♦️  | ♥️️  | BA  | Misère |
| -------------- | --- | --- | --- | --- | --- | ------ |
| 6              | 40  | 60  | 80  | 100 | 120 |        |
| 7              | 140 | 160 | 180 | 200 | 220 |        |
| Misère         |     |     |     |     |     | 250    |
| 8              | 240 | 260 | 280 | 300 | 320 |        |
| 9              | 340 | 360 | 380 | 400 | 420 |        |
| 10             | 440 | 460 | 480 |     |     |        |
| Odkryte misère |     |     |     |     |     | 500    |
| 10             |     |     |     | 500 | 520 |        |
Celem gry jest zdobycie 500 pkt. Obrońcy otrzymują 10 pkt. za każdą lewę powyżej 5. Nie ma punktów za nadróbki. Jeżeli ugrało się niewylicytowanego szlema (tzn. wzięło wszystkie 10 lew), to otrzymuje się 250 pkt. zamiast zapisu za kontrakt, jeżeli zapis za kontrakt był niższy niż 250. Jeżeli się nie ugrało kontraktu, otrzymuje się punkty ujemne w liczbie równej zapisowi za wylicytowany kontrakt.
Odkryte misère bywa inaczej punktowane i uszeregowane niż w powyższej tabeli. Bywa także uszeregowane np. za 10♥️️ i poniżej 10BA, albo za 8BA i poniżej 9♠️️. W tym ostatnim wypadku jest punktowane za 330.
Misère i odkryte misère bywają też punktowane odpowiednio 150 i 250 pkt. Wówczas misère jest powyżej 7♠️️ i poniżej 7♣️️, a odkryte misère powyżej 8♠️️ i poniżej 8♣️️.

## Wersja amerykańska i warianty zasad
Nie istnieje ustandaryzowana wersja zasad. Różne zasady mogą się różnić od powyżej opisanych w zależności od graczy. W szczególności mogą się różnić zasady użycia dżokera w BA i misère. Według niektórych zasad posiadacz dżokera może go zawczasu nominować do wybranego koloru. Według niektórych zasad dżokera nie można nominować do koloru w którym się wcześniej pokazało renons.
Zasadniczą różnicą pomiędzy wersją australijską a amerykańską jest to, że w tej drugiej jest tylko jedna runda licytacji. Obrońcy otrzymują 10 pkt. za każdą wziętą lewę. W wersji amerykańskiej dżokera nie można zawczasu nominować do koloru. Dżoker bierze lewę, do której jest zagrany, ale może zostać zagrany tylko, jeżeli ma się renons w kolorze wyjścia. Dżokera można jednak nominować przy wychodzeniu nim do nowej lewy pod warunkiem, że wcześniej nie pokazało się w danym kolorze renonsu.
W wersji amerykańskiej rozpowszechnione jest traktowanie odzywek na poziomie 6 jako odzywek wyłącznie informacyjnych. Nie mogą wygrać licytacji, jeżeli licytacja nie wejdzie na poziom 7, karty są rzucane i rozdawane ponownie. Ponieważ w wersji amerykańskiej jest tylko jedna runda licytacji, tylko dwaj pierwsi gracze mogą dać odzywki informacyjne.
Ponadto w 500 mogą występować następujące różnice:
- gra się talią 45 kart bez odkładania czarnych czwórek. Wówczas musik liczy 5 kart[3];
- misère i odkryte misère są inaczej uszeregowane i punktowane (patrz wyżej);
- misère i odkryte misère można zgłaszać bez ograniczeń[3];
- misère i odkryte misère są zabronione[3];
- punktowane są wszystkie lewy wzięte przez obrońców[3];
- można licytować po tym, jak się spasowało (jak w brydżu)[3];
- można licytować po tym jak się spasowało, jeżeli któryś gracz w dalszym ciągu zmienił kolor swojej odzywki[7][8];
- Zwycięzca licytacji może podnieść swoją odzywkę[1][3][9]. Jeżeli zwycięzca podwyższy swoją odzywkę, to otwiera to licytację na nowo[3].
- Popularnym ustaleniem jest, że jeżeli zwycięzca zmienia kolor swojej odzywki (albo BA) to pozostali gracze mogą zalicytować ponownie. Jeżeli natomiast tylko podniesie poziom swojej odzywki, ale nie zmieni koloru, to pozostali gracze nie mogą licytować ponownie[1][9].. Powszechne jest również ustalenie, że jeżeli 3 pozostali gracze nie brali udziału w licytacji (pasowali), to zwycięzca nie może podnieść swojej odzywki[1][9].
- nie wystarczy uzbierać 500 pkt. Trzeba być rozgrywającym aby wygrać[3].

## Konwencje licytacyjne
Analogicznie do brydża w grze są możliwe konwencje licytacyjne. Za standardowe jest uważane licytowanie 6BA gdy ma się dżokera. John McLeod stwierdza, że w Saint Paul w Minnesocie dopuszczone jest otwieranie „bez atu" z silną ręką oraz „bez" (ang. no), np. "6 bez" (ang. 6 no) z dżokerem lub dwoma waletami różnych barw (czarnym i czerwonym).. Dwa walety różnych barw gwarantują, że gracz będzie miał jeden z trzech najwyższych atutów niezależnie od koloru jaki zostanie wybrany do gry.
Standardowo otwiera się 6 w kolor z dobrym kolorem do gry, natomiast 7 lub 8 z silniejszą ręką. Niektórzy gracze proponują, aby otwarcie 6 w kolor oznaczało asa lub króla w tym kolorze, a dopiero rebid dobry kolor do gry. Otwarcia 6♠️️/♣️️/♦️/♥️️ mogą być blefami po to, aby móc zalicytować misère, gdy licytacja dojdzie do wysokości 7. 
Bryce Francis, autor książki nt. 500, zaproponował bardzo zaawansowany system licytacyjny dla bardziej wyrafinowanej wersji gry, w której można licytować po pasie, a dodatkowo zwycięzca licytacji może podnieść swoją odzywkę. W jego systemie otwarcie 6♠️️ oznacza asa pik. Otwarcie 6♣️️ oznacza asa trefl i brak asa pik itd. Otwarcie 6BA oznacza dżokera, ale brak asów. Otwarcia 7♠️️/♣️️/♦️/♥️️ oznaczają dobry kolor do gry, ale brak asów. Otwarcie 7BA oznacza silną rękę, ale brak asów i dżokera (np. 4 króle).
Odpowiadający także pokazuje asy. Aby pokazać dobry kolor do gry, który nie był dotychczas licytowany trzeba go zalicytować z przeskokiem. Np. 
6♥️️ - ?
- 6BA = dżoker,
- 7♠️️ = as pik, ale brak dżokera,
- 7♣️️ = as trefl, ale brak asa pik i dżokera,
- 7♦️ = as karo, ale brak pozostałych asów i dżokera,
- 7♥️️ = dobry kolor kierowy, ale brak asów,
- 8♠️️ = dobry kolor pikowy, ale brak asów oraz dżokera itd.

Pokazywanie asów przez odpowiadającego może się również zacząć po otwarciu na poziomie 7. 
W systemie zaproponowanym przez Francisa jest również możliwe pokazanie króli, a nawet dam i waletów. Króle pokazuje się licytując BA w drugim okrążeniu licytacji. Np. w licytacji 
| Lewy przeciwnik | Partner | Prawy przeciwnik | Gracz |
| 6♥️️             | 6BA     | 7♠️️              | 7♣️️   |
| Pas             | 7♦️     | Pas              | ?     |

7BA Gracza w drugim okrążeniu pokazuje króla karo. Przeciwnicy pokazali asa kier i pik, natomiast partner pokazał dżokera i asa karo. Dlatego 7BA pokazuje króla i potencjalną możliwość gry w BA z karami jako kolorem "roboczym". W powyższej sytuacji 8♦️ pokazałoby dobry kolor karowy, ale brak króla, 7♥️️ dobry kolor kierowy itd.

## Wersje dla 2 i 3 graczy

### Wersja dla 3 graczy
Gra się talią 33 kart złożoną z kart od asów do siódemek plus dżoker. Gra się w zmiennych drużynach 2 kontra 1. Zwycięzca licytacji gra przeciwko dwóm obrońcom. Licytacja i rozgrywka przebiega w ten sam sposób co w wariancie na 4 osoby. W tej wersji gra jest bardzo podobna do preferansa.

### Wersja dla 2 graczy
Gra się talią 43 kart taką samą jak w wersji dla 4 graczy. Rozdający rozdaje każdemu graczowi po 10 kart, kładzie przed każdym graczem 5 kart zakrytych, a na nich po jednej karcie odkrytej. Pozostałe 3 karty trafiają do musika. Licytacja przebiega w ten sam sposób jak w wersji dla 4 graczy za wyjątkiem tego, że misère jest niedozwolone. Zwycięzca licytacji zaczyna rozgrywkę zagrywając dowolną kartę z ręki. Każda lewa składa się z 4 kart. Gracze do każdej lewy zagrywają na przemian po 2 karty – po jednej z ręki i spośród odkrytych kart ze stołu. W pierwszej lewie najpierw kartę z ręki zagrywa rozgrywający, potem kartę z ręki zagrywa jego przeciwnik. Następnie rozgrywający zagrywa kartę ze stołu, po czym to samo robi jego przeciwnik. Począwszy od drugiej lewy, w zależności od tego, która karta wzięła poprzednią lewę, kolejność zagrywania kart jest następująca: 
karta z ręki, karta z ręki, karta ze stołu, karta ze stołu
jeżeli gracz wziął poprzednią lewę kartą z ręki lub 
karta ze stołu, karta ze stołu, karta z ręki, karta z ręki,
jeżeli gracz wziął poprzednią lewę kartą ze stołu. Jeżeli pod zagraną kartą ze stołu leżała karta zakryta, to na koniec lewy jest odkrywana. Rozgrywka toczy się w ten sposób do zagrania wszystkich 10 lew.